# Åkerby by
Åkerby by, Åkerby eller Åkerby kyrkby är en by och småort i Åkerby socken i Uppsala kommun i Uppland. Åkerby by är belägen utmed länsväg 272 cirka 9 km nordväst om centrala Uppsala.
Småorten, avgränsad av Statistiska centralbyrån, sammanfaller med den historiska bykärnan. Strax nordväst om småorten ligger den medeltida Åkerby kyrka, där det sedan 1900-talets början också finns samlad bebyggelse.
Åkerby omtalas första gången med säkerhet 1344 ('in Achirby'), men redan i ett odaterat brev från omkring 1338 gav Ingeval Filipsson 10 1/2 till en prebenda i Uppsala domkyrka. Under 1500-talet omfattade byn 10 mantal frälse och 3 skatteutjordarna. Frälsegårdarna tillhörde då ätten Tre Rosor, av den ärvts från ätten Bonde, 1402 tillhörde jorden Tord (Röriksson) Bonde.